# 内田千晶
内田 千晶（うちだ ちあき、1996年2月17日 - ）は、日本の元子役。埼玉県出身。劇団ひまわりに所属していた。

## 略歴
劇団ひまわりで活動。同事務所のガールズダンスユニット「Fine」のメンバーとしても活動した。

## 出演

### テレビ番組
- 総合診療医ドクターG（NHK）
- 世にも奇妙な物語～'06秋の特別編～鏡子さん（2006年10月2日、フジテレビ）

### ラジオ
- 全国こども電話相談室・リアル!（2010年4月4日 - 2011年3月27日、TBSラジオ）

### 吹き替え
- リセス 〜ぼくらの休み時間〜

### CM
- NTT東日本北海道「フレッツ光」
- デアゴスティーニ「チェスコレクション」

### 舞台
- ミュージカル「家なき子」
- ミュージカル「サイドストーリー」
- ミュージカル「モモ」
- NINAGAWA「十二夜」